# Merostachys brevigluma
Merostachys brevigluma är en gräsart som beskrevs av Tatiana Sendulsky. Merostachys brevigluma ingår i släktet Merostachys och familjen gräs. Inga underarter finns listade i Catalogue of Life.